# یانا چولائه‌وا
یانا چولائه‌وا (به انگلیسی: Yanna Cholaeva) ژیمناست زادهٔ ۸ اوت ۱۹۸۵ میلادی اهل کشور روسیه است.